# Felszabadítási teológia
A felszabadítási teológia vagy felszabadítás teológiája egy latin-amerikai gyökerű, keresztény teológiai és társadalmi-politikai mozgalom, amely Jézus tanítását a kor gazdasági, politikai, társadalmi igazságtalanságaiból való felszabadulás szempontjai szerint interpretálja.

## A felszabadítás teológiájának születése és fejlődése
A felszabadítási teológia Latin-Amerikából indult ki az 1960-as években a II. vatikáni zsinat után, s az váltotta ki, hogy a kontinens szegényei mind elkeserítőbb társadalmi-politikai körülmények közé kerültek.
A latin-amerikai püspökök medellíni (1968) és pueblai (1979) konferenciáján a földrész egyházai elköteleződtek a szegények megsegítésében és a társadalmi igazságtalanságok felszámolásában. 
A nincstelenek körében munkálkodó misszionáriusok és papok úgy vélték, hogy a római katolikus egyház által rájuk hagyományozott hittani súlypontú teológia nem alkalmazható ebben a helyzetben, s helyette valami mást, valami hasznavehetőbbet követeltek. Egyes latin-amerikai teológusok – Juan Luis Segundo és Gustavo Gutiérrez – a tanítás helyett a gyakorlatra tolták át a hangsúlyt. Azt hangoztatták, hogy a keresztény nézeteket csakis a tapasztalat útján lehet előrevinni, e tapasztalat pedig a szegények felszabadítása kell hogy legyen. Szerintük a Biblia a cselekvő Istent állítja elénk, aki magára veszi a szegények és a szenvedők terheit, s az ő felszabadításukon munkálkodik. Ezt csak akkor érthetjük meg, ha mi is beleéljük magunkat a helyzetbe, ha minden erőnkkel az elnyomás megdöntéséért és a szenvedők felszabadításáért szállunk síkra. A felszabadítási teológusok ezért igyekeznek túllépni a „hithűség” hagyományos osztályain, s ehelyett a „helyes gyakorlatot” helyezik előtérbe.
A felszabadítás teológiája az első Európán kívüli teológia irányzat, amely a második vatikáni zsinat inkulturációra való buzdításából született.

## Teológiai felfogása
A felszabadítási teológia képviselői szerint a megváltásról és a felszabadulásról szól. Mérföldkő volt a felszabadítási teológia és egyúttal Latin-Amerika történetében a kontinens római katolikus püspökeinek 1968-as kongresszusa a kolumbiai Medellínben. Ez a kongresszus önkritikus módon megállapította, hogy a katolikus egyház gyakran a térség elnyomó hatalmait támogatta, és kijelentették, hogy a jövőben a szegények, a kizsákmányoltak oldalán fog állni. A felszabadítási teológia a következőkben foglalható össze:
1. A felszabadítási teológia az elnyomottak és szegények felé fordul. „A szegények a keresztény igazság és gyakorlat megértésének autentikus teológiai forrásai.” (Sobrino) Az egyház a szegények oldalán áll az elnyomókkal szemben: "Isten világosan és egyértelműen a szegények oldalán áll." (Miguel Bonino) Minden keresztény teológiának és missziónak „alulnézetből”, a szegények szenvedésével és nyomorával kell kezdődnie.
2. A teológia nem kívülálló és nem is lehet az a társadalmi eseményekben vagy politikai cselekvésekben. „A teológiának abba kell hagynia a világ értelmezését, és el kell kezdenie megváltoztatni azt.” (Bonino) Míg a klasszikus nyugati teológia a cselekvést az elmélet eredményének tekintette, addig a felszabadítási teológia felcseréli a sorrendet: a cselekedet az első és azt követi a kritikai reflexió.

A felszabadítási teológia ebben, s nem az eljövendő világban keresi a társadalmi igazságosság és változás útjait. Ebben a tekintetben a felszabadítási teológia magán hordozza a Jürgen Moltmann képviselte új eszkatológia nyomait. A 20. század bibliakutatásának fejleményei szintén hatást gyakoroltak a felszabadítási teológiára, így Barth felfogása, amely szerint hagynunk kell, hogy a Szentírás szólítson meg bennünket, nem pedig fordítva, illetve a "narratív teológiai" áramlat, amely szerint a kereszténység lényege nem az elvont doktrínákból, hanem egyenesen a keresztény történet elbeszéléséből ered.
A felszabadítási teológia igyekezett azonossá tenni az üdvösséget a felszabadítással, és az üdvözítés társadalmi, politikai és gazdasági vonatkozásait emelte ki. Az irányzat különös hangsúlyt fektet a „strukturális bűn” fogalmára, megjegyezve, hogy nem az egyén, hanem a társadalom romlott meg és igényel megváltást. A szegények szenvedését nem a szenvedésbe való passzív beletörődésként mutatja be, hanem mint részvételt abban a harcban, amit Isten a világban meglévő szenvedés ellen vív: ebben a harcban Isten közvetlenül szembesül a szenvedéssel. A világban meglévő rossz és szenvedés eredetének magyarázatára a felszabadítási teológia felhasználja Karl Barth elméletét, melynek fő tétele, hogy Isten kegyelme legyőzi az evilági rosszat és szenvedést. Az Isten kegyelmének végső győzelmébe vetett hit lehetővé teszi a hívők számára, hogy megtartsák erkölcsüket és reménységüket egy olyan világgal szemben, melyben látszólag a rossz uralkodik.

## A felszabadítási teológia kritikája
A dél-amerikai felszabadítási teológusok nagy része római katolikus, s közülük néhányan kivívták a Vatikán bírálatát, amiért fogékonynak mutatkoztak a marxizmus eszméi iránt. A Hittani Kongregáció 1968-ban és 1971-ben adott ki két közleményt a felszabadítás teológiájáról, majd egy instrukcióban foglalkozik az irányzattal 1984-ben (Libertatis nuntius). A vatikáni instrukció kiemeli, hogy kritika nélkül átvesznek eszméket és gyakorlatokat a marxizmusból, azonban nem akarta elítélni a felszabadítási teológia igaz célkitűzését, amely folytonos a katolikus egyház társadalmi tanításával. 1986-ban jelent meg a második instrukció (Libertatis conscientia).
Ezen felszabadítási teológusok számára a marxizmus a „társadalmi elemzés eszköze” (Gutiérrez), mely által tapasztalatot szerezhetnek Latin-Amerika jelenlegi társadalmi helyzetével kapcsolatban, és amelynek segítségével a szegények szörnyű helyzete orvosolható. Másodszor, a marxizmus és a szocializmus politikai programot kínál, mely által a jelenlegi igazságtalan társadalmi rendszer lebontható, és egy igazságosabb társadalom építhető fel. A gyakorlatban a felszabadítási teológia erősen bírálja a kapitalizmust, és támogatja a szocializmust. Latin-Amerika, de más földrészek baloldali keresztényeire (keresztényszocialisták és keresztény kommunisták) is nagy hatással van a felszabadítási teológia. E teológia hívei a Bibliát mint a felszabadítás elbeszélését olvassák. Különös hangsúlyt fektetnek Izraelnek az egyiptomi szolgaságból történt kiszabadulására, a próféták elnyomást ostorozó szavaira és Jézus szegényeknek és kitaszítottaknak szóló evangéliumhirdetésére.  A Szentírás mondanivalóját alkalmazzák a latin-amerikai helyzetre.
Sokan a felszabadítás teológiáját azonosítják a marxista teológusok nézetével, azonban ez a teológiai irányzat sokkal összetettebb, egészen sok válfaja létezik.    
Az ezredfordulót követően a katolikus egyházon belüli teológiai párbeszéd nyitottabbá vált, sikerült tisztázni a felszabadítás teológia túlkapásait, tévútjait és az irányzat alapvető tételei széles elismerésre találtak az egyházban, Dél-Amerikán kívül is.

## Nevezetes képviselői
- Gustavo Gutiérrez (perui)
- Leonardo Boff (brazil)
- Ernesto Cardenal (nicaraguai)
- Jon Sobrino (spanyol)
- Juan Luis Segundo (uruguayi)